# 山葛
山葛又名三野葛、台湾葛藤、山肉豆，为豆科葛藤属下的一个变种。生于旷野灌丛中或山地疏林下。

## 特征
顶生小叶宽卵形，长大于宽，长9-18厘米，宽6-12厘米，先端渐尖，基部近圆形，通常全缘，侧生小叶略小而偏斜，两面均被长柔毛，下面毛较密；花冠长12-15毫米，旗瓣圆形。花期7-9月，果期10-12月。

## 產地
云南、四川、贵州、湖北、浙江、江西、湖南，福建、广西、广东、海南、台湾、日本、越南、老挝、泰国和菲律宾。

## 扩展阅读
- 維基物種上的相關：山葛